# Rodelas
Rodelas é um município brasileiro do estado da Bahia.  Distrito criado com a denominação de Rodelas, pela Lei Municipal nº 18, de 29-04-1922, aprovada pela Lei Estadual nº 1582, de 17-08-1922, subordinado ao Município de Santo Antônio da Glória , Pelos decretos leis estaduais nº 7455, de 23-06-1931 e nº 7479, de 08-07-1931, o Município de Santo Antônio da Glória tomou a denominação de simplesmente Glória. Em divisão administrativa referente ao ano de 1933, o Distrito de Rodelas figura no Município de Glória (ex- Santo Antônio da Glória). Assim permanecendo em divisão territorial datada de 1-VII-1960. Pela Lei Estadual nº 2764, de 30-12-1962, desmembra do Município de Glória o distrito de Rodelas. Elevado à categoria de município. Em divisão territorial datada de 31-XII-1963, o município é constituído do distrito sede. Assim permanecendo em divisão territorial datada de 2025. 
Histórico 
O Município de Rodelas, nos primórdios da colonização do Brasil, fazia parte da rota migratória dos índios (nômades) que partiam do Estado do Piauí e finalizavam a caminhada na região zorobabel (Município de Rodelas).
A colonização do município data do século XVI, com a chegada da missão francesa (frades capuchinhos) no Rio São Francisco. Data também dessa época, a presença da tribo Tuxá, já permanentemente vivendo na região, onde se encontrava a velha cidade de Rodelas.
Logo após a chegada dos frades capuchinhos, o Município de Rodelas, parte integrante da Casa Torres D Ávila, começou a receber os brancos colonizadores e os negros fugitivos, principalmente da Zona da Mata de Pernambuco, que iniciaram o povoamento em torno da pequena capela construída pelos frades.
Segundo pesquisas, o nome Rodelas originou-se do bravo índio Francisco Rodelas, que batizado e catequizado com duzentos homens da sua tribo, da região da grande Volta do Rio (Município de Rodelas), destacou-se pela bravura na batalha de Guararapes lutando contra o invasor holandês.